# Дурдыназаров, Тачдурды
Тачдурды Дурдыназаров — советский хозяйственный, государственный и политический деятель.

## Биография
Родился в 1922 году в селе Узынсув. Член КПСС с 1948 года.
С 1940 года — на хозяйственной, общественной и политической работе. В 1940—1983 гг. — заведующий отделом Казанжикского райкома КП(б) Туркмении, участник Великой Отечественной войны, заместитель заведующего, заведующий отделом Казанжикского райкома КП Туркмении, секретарь парткома Казанжикского локомотивного депо, второй, первый секретарь Казанжикского райкома КП Туркмении, председатель Красноводского облисполкома.
Избирался депутатом Верховного Совета Туркменской ССР 6-10-го созывов. Делегат XXIV—XXVI съездов КПСС.
Умер в Красноводске в 1983 году.